# Spathelia sorbifolia
Spathelia sorbifolia är en vinruteväxtart som beskrevs av Carl von Linné. Spathelia sorbifolia ingår i släktet Spathelia och familjen vinruteväxter. Inga underarter finns listade i Catalogue of Life.